# Сара Померой
Сара Б. Померой (англ. Sarah B. Pomeroy; нар. 1938, Нью-Йорк) — американська вчена-класицист, її дослідження стосуються жінок доби античності. Авторка однією з перших праць англійською мовою з історії жінок.

## Молодість і освіта
Сара Померой народилася в Нью-Йорку в 1938 році :179. Вона відвідувала школу Birch Wathen, де вивчала латину та стародавню історію серед інших предметів. Вона закінчила середню школу у віці 16 років і почала навчатися в класичному коледжі Барнарда, відвідуючи курси в Колумбійському університеті разом із курсами в Барнарді, через невеликий розмір кафедри у Барнарді на той час. Померой закінчила навчання в 1957 році у віці дев'ятнадцяти років і почала навчання в аспірантурі в Колумбійському університеті під керівництвом Ів Гаррісон і Отто Бренделя. Під час навчання в аспірантурі вона працювала над папірологією з Джоном Деєм, а з 1962 по 1963 рік вона також пройшла курс римського права в Колумбійському університеті :179. Її докторська дисертація була присвячена першому опублікованому договору про оренду оливкового гаю в Каранісі в Єгипті.

## Академічна кар'єра
Померой переїхала до Техаського університету в Остіні, щоб отримати свою першу роботу в 1961 році, де вона працювала до 1962 року :179. У 1964 році вона зайняла посаду викладача в Гантер-коледжі, де залишалася до 1965 року :179. Вона працювала в Бруклінському коледжі з 1967 по 1968 роки, перш ніж повернутися в Гантер в 1968 році, де залишалася до кінця своєї кар'єри :179. Вона також працювала викладачем античної історії та культури в аспірантурі Міського університету Нью-Йорка з 1978 року, а пізніше також читала курс історії. У 1996 році вона отримала звання почесного професора Коледжу Гантера, а в 2003 році отримала звання почесного професора класики та історії Коледжу Гантера та Центру аспірантури.
Померой була лауреатом багатьох стипендій і нагород протягом своєї кар'єри. Вона отримувала стипендію Фонду Форда, була відзначена на прийомі «Salute to Scholars» міського університету Нью-Йорка в 1981—1982 роках :19 і здобула стипендію Президента міського університету в 1995 році :179. У 1998 році вона була обрана стипендіатом Ґуґґенхайма від Меморіального фонду Джона Саймона Ґуґґенхайма та отримала гранти від Американської ради наукових товариств, Фонду Форда, Національного фонду гуманітарних наук, Фонду Ендрю В. Меллона та Американського нумізматичного товариства :4. У 2003 році вона прочитала меморіальну лекцію Джозефіни Ерл у коледжі Гантер. Її також обрали членом Американського філософського товариства :4.

## Наукова діяльність
Перша книга Померой «Богині, повії, дружини та рабині: жінки в класичну давнину» була опублікована в 1975 році і стала однією з перших праць англійською мовою з історії жінок. Тривалий вплив праці призвів до її перевидання в 1994 році, і редактор Random House назвав її «однією з п'яти книг 20 століття, які змінили парадигму». Твір перекладено німецькою, італійською та іспанською мовами :179. Відтоді її використовували як підручник у багатьох університетських курсах із гендерних досліджень, і сама Померой описує книгу як частину її викладання «першого курсу в Америці про жінок у давнину». Інші її роботи включають «Ксенофонт, Ойкономія: соціальний та історичний коментар» (1994), «Сім'ї в класичній та елліністичній Греції: представлення та реальність» (1998), «Спартанки» (2002), а також зі Стенлі М. Берштейном, Уолтером Донланом і Дженніфер Толберт Робертс, підручники «Стародавня Греція: політична, соціальна та культурна історія» (4-е видання, 2017) та «Коротка історія стародавньої Греції: політика, суспільство та культура» (3-є видання, 2011).

## Книги
- Goddesses, Whores, Wives, and Slaves: Women in Classical Antiquity (Schocken, 1975); ISBN 9780805205305
- Ancient history (with Stanley M. Burstein, 1984); ISBN 9780910129114
- Women in Hellenistic Egypt: From Alexander to Cleopatra (Schocken, 1984); ISBN 9780805239119
- Women's History and Ancient History (Chapel Hill, 1991); ISBN 9780807819494
- Oeconomicus: A Social and Historical Commentary, with Xenophon (Clarendon Press, 1994); ISBN 9780198140825
- Families in Classical and Hellenistic Greece: Representations and Realities (Oxford University Press, 1997); ISBN 9780198152606
- Ancient Greece: A Political, Social, and Cultural History (with Stanley M. Burstein, Walter Donlan and Jennifer Tolbert Roberts, Oxford University Press, 1999); ISBN 9780195097436
- Plutarch’s Advice to the Bride and Groom and A Consolation to His Wife: English Translations, Commentary, Interpretive Essays, and Bibliography (Oxford University Press, 1999); ISBN 9780195120233
- Spartan Women (Oxford University Press, 2002); ISBN 9780195130669
- A Brief History of Ancient Greece: Politics, Society, and Culture (with Stanley M. Burstein, Walter Donlan and Jennifer Tolbert Roberts, Oxford University Press, 2004); ISBN 9780195156812
- The Murder of Regilla: A Case of Domestic Violence in Antiquity (Harvard University Press, 2007); ISBN 9780674042209
- Pythagorean Women (Johns Hopkins University Press, 2013); ISBN 9781421409566
- Maria Sibylla Merian: Artist, Scientist, Adventurer (with Jeyaraney Kathirithamby, J. Paul Getty Museum, 2018); ISBN 978-1947440012
- Benjamin Franklin, Swimmer: An Illustrated History (American Philosophical Society Press, 2021); ISBN 9781606181065

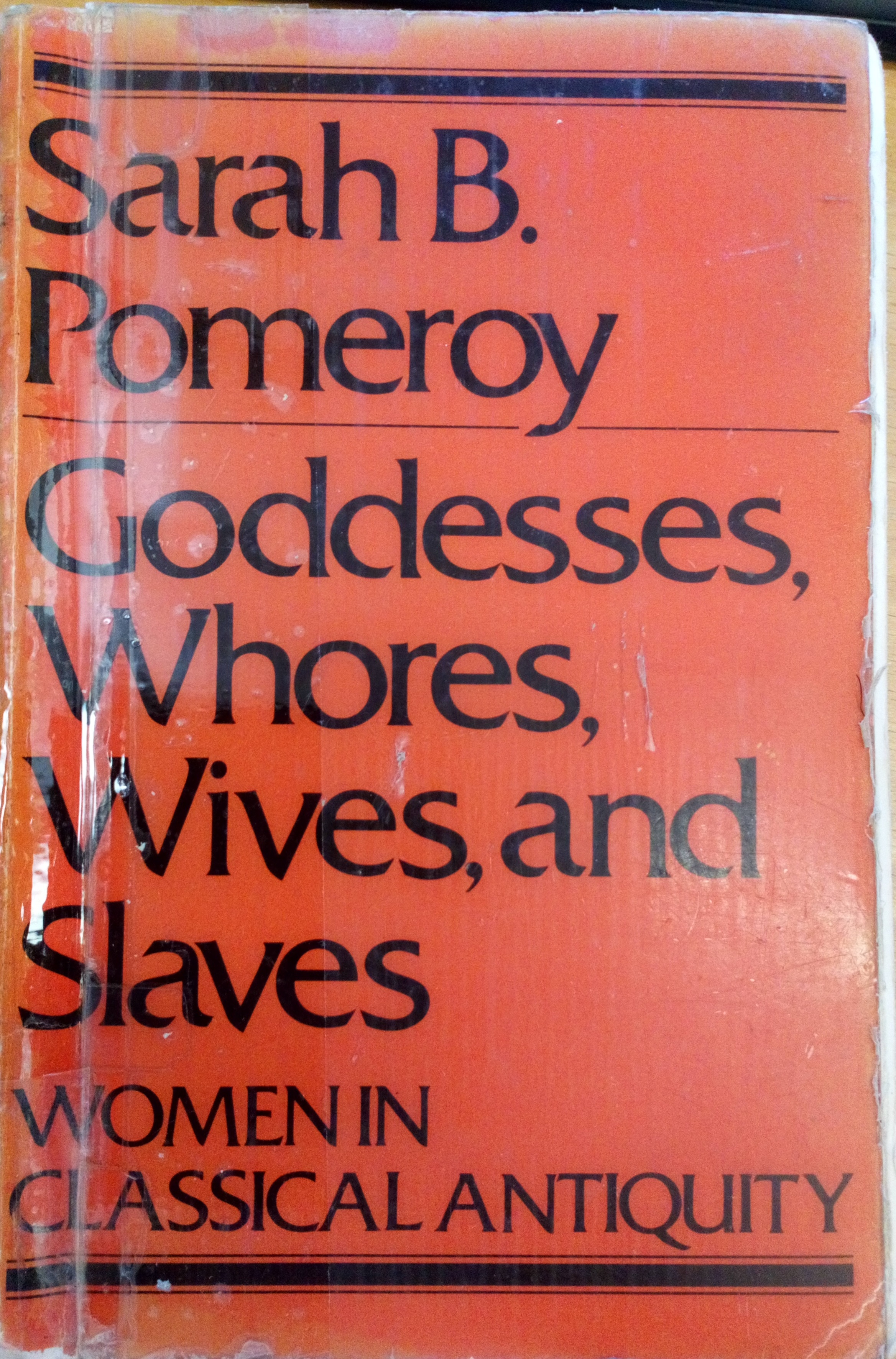
Передня обкладинка книги Сари Б. Померой «Богині, повії, дружини та рабині. Жінки в класичну давнину» (1975)